# 斯托羅日尼齊亞
48°36′8″N 22°14′34″E / 48.60222°N 22.24278°E
斯托羅日尼齊亞（烏克蘭語：Сторожниця）是位於烏克蘭西部外喀爾巴阡州的烏日霍羅德區的村莊，始建於1752年，面積0.25平方公里，2001年人口2,623，人口密度每平方公里10,492人。